# Yamashina-ku
Yamashina (山科区, Yamashina-ku) est un des onze arrondissements de la ville de Kyoto, dans la préfecture éponyme au Japon. Il se trouve dans la partie sud-est de la ville et la gare de Yamashina est à un arrêt de la gare de Kyoto sur la ligne principale Tōkaidō (ligne Biwako).

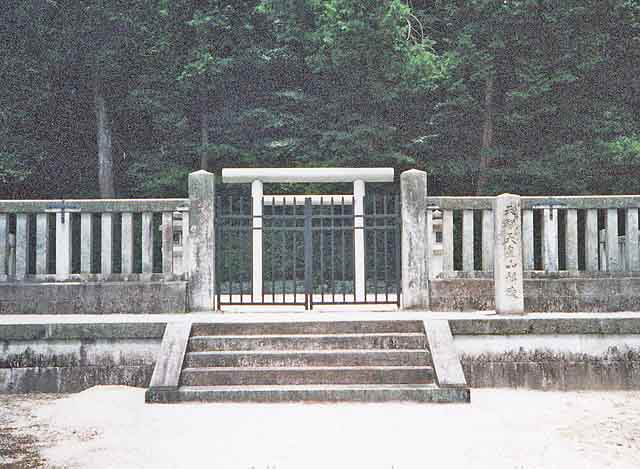
Tombe de l'empereur Tenji.

Au 1er avril 2008, la superficie de Yamashina-ku est de 28,78 km2 et sa population de 135 901 habitants.
C'était un village agricole situé entre Kyoto et Shiga, mais Yamashina est devenue une ville dortoir pour ceux qui se rendent dans les quartiers urbains de Kyoto et Osaka en raison de son emplacement idéal.
Historiquement, Yamashina est un point important pour le trafic reliant Kyoto et la partie est du Japon. À l'époque d'Edo, Yamashina prospère en tant que shukuba (station-relais) du Tōkaidō (東海道, « route de la mer de l'Est »). Il y a beaucoup de routes (kaidō) telles que Narakaidō, Shibutanikaidō et Oiwakaidō.
Le lieu est par ailleurs cité dans le Konjaku monogatari shū (今昔物語集), un recueil d'anecdotes (説話, setsuwa) datant du XIe siècle, ce qui témoigne de ses origines très anciennes.

## Sites touristiques
La tombe de l'empereur Tenji, plus ancienne tombe impériale à Kyoto, se trouve dans l'arrondissement de Yamashina-ku ainsi que la tombe de Sakanoue no Tamuramaro. Le canal du lac Biwa traverse l'arrondissement. Yamashina abrite également le sanctuaire Ōishi et plusieurs temples remarquables.
- Tombe de l'empereur Tenji
- Tombe de Sakanoue no Tamuramaro
- Canal du lac Biwa
- Ansho-ji
- Sanctuaire Oishi
- Kajū-ji
- Zuishin-in
- Bishamon-do
- Honkoku-ji
- Sanctuaire Yamashina
- Kankikō-ji
- Gangyō-ji

## Personnalités originaires de Yamashina
- Yoshikazu Kura (1975-), joueur de baseball
- Tomoko Nakajima (1971-), comédienne (rôle de Tsukkomi dans Othello (owarai) (en))
- Naomi Fujiyama (1958-), actrice